# Samopoštovanje
Samopoštovanje (samopouzdanje ili vjera u sebe) podrazumjeva u psihologiji evaloaciju ili dojam osobe samoj o sebi. Može se odnositi na lik i sposobnosti pojedinca, sjećanja na zbivanja iz prošlosti i vlastite percepcije. Na samopouzdanje mogu utjecati vanjski čimbenici, ako pri određenim uvjetima postoji dovoljno objektivnih razloga, kao što je kompetentnost, dostatna znanja ili iskustva, ponavljanje sličnih aktivnosti u sličnim situacijama i slično.
Samopoštovanje je osim toga i moralno-politička kategorija koja primjerice daje pojedincu osjećaj da se u određenoj situaciji osjeća  "u pravu"  odnosno da se založi ili bori za svoj stav ili ostvarenje svojega prava.
Stupanj samopouzdanja ovisi uglavnom u normalnim slučajevima o u različitim kvalifikacijama za određene aktivnosti i o vremenskim promjenama (npr. emocijama ili umoru).
Pretjerano samopoštovanje se može međutim i razviti u umišljenost što kod drugih osoba prouzročuje odbojnost.

## Pozadina
Osnova za siguran odnos s okolišom je usko je vezana za samopouzdanje i samopoštovanje. Samopostovanje se razvija u toku normalnog razvoja u djetinstvu:
1. na postizanje učinaka − osobito onima koji vode kod dijeteta do ugodnih i pozitivnih iskustva ili osjećaja;
2. stjecanje ugleda i priznavanja (kao poseban oblik društvenog djelovanja);
3. identificiranje s ključnm osobama koje imaju potrebno samopouzdanje reagiraju pozitivno na dijete;

## Nacionalno samopoštovanje
Samopoštovanje na nacionalnoj razini je usko povezano s domoljubljem.

## Vanjske poveznice
- Portal alfa[neaktivna poveznica]
- Vaše zdravlje  Arhivirana inačica izvorne stranice od 28. veljače 2009. (Wayback Machine)
- Vaše zdravlje
- Samopoštovanje kod djeteta  Arhivirana inačica izvorne stranice od 22. rujna 2007. (Wayback Machine)